# Reticulitermes hesperus
Reticulitermes hesperus är en termitart som beskrevs av Banks in Banks och John Otterbein Snyder 1920. Reticulitermes hesperus ingår i släktet Reticulitermes och familjen Rhinotermitidae. Inga underarter finns listade.
Arten har en ungefär 5 mm lång mörkbrun till svartbrun kropp och 8 till 9 mm långa vingar som har en grå till gråbrun färg. Vid bakkroppen förekommer en ljusbrun fläck. Hos arbetsdjur som försvarar termitstacken är huvudet påfallande långsträckt och gulbrun.
Kolonin upprättar boet vanligen vid trädens eller buskarnas rötter. I urbana områden kan boet ligga i byggnadernas träkonstruktioner och i staketstolpar. När en ny stack etableras läggs ungefär 10 ägg som kläcks efter 30 till 100 dagar. Efter metamorfosen är de arbetare. Exemplar med vingar och fortplantningsförmåga utvecklas när kolonin är tre till fyra år gammal.
Reticulitermes hesperus förekommer i västra Nordamerika. Utbredningsområdet sträcker sig från British Columbia i Kanada till Mexikos västra delstater. Den östra gränsen ligger i Idaho och Nevada (USA).